# Joris Peusens
Joris Peusens (* 24. April 1979 in Genk) ist ein ehemaliger belgischer Eishockeyspieler und heutiger Trainer, der mehr als ein Jahrzehnt beim IHC Leuven in der belgischen Ehrendivision spielte. Seit 2021 ist er Cheftrainer des IHC Leuven in der BeNe League.

## Karriere
Joris Peusens begann seine Karriere in den benachbarten Niederlanden, wo er bereits als 15-Jähriger für die Eaters Geleen in der dortigen Ehrendivision spielte. Als sich 1997 die Eaters aus der Ehrendivision zurückzogen, aber sich stattdessen mit den Phantoms Deurne eine belgische Mannschaft an der niederländischen Ehrendivision beteiligte, wechselte er zu dem Antwerper Stadtteilklub. Zwei Jahre später kehrte er nach Geleen zurück, weil die Eaters nunmehr wieder erstklassig spielten und die Phantoms in die schwächere belgische Ehrendivision zurückgekehrt waren. Diesmal blieb er fünf Jahre in den Niederlanden. 2005 kehrte er dann endgültig nach Belgien zurück und schloss sich dem IHC Leuven an. Mit dem Klub aus der traditionsreichen Universitätsstadt spielte er mehr als ein Jahrzehnt in der belgischen Ehrendivision. Gleich in seinem ersten Jahr dort konnte er mit dem Klub die belgische Meisterschaft gewinnen – ein Erfolg, der 2010 und 2013 wiederholt werden konnte. Zudem gelang 2006 der Pokalsieg. 2017/18 spielte er für die Cold Play Sharks aus Mechelen in der National League Division 1. Anschließend hängte er die Schlittschuhe an den Nagel.

### International
Für die belgische Nationalmannschaft nahm Peusens zunächst an der C2-Weltmeisterschaft 1995 und den D-Weltmeisterschaften 1996, 1997, 1998, 1999 und 2000 teil. Nach der Umstellung auf das heutige Divisionensystem spielte er bei den Weltmeisterschaften der Division II 2001, 2002, 2003, als er als Torschützenkönig des Turniers maßgeblich zum Aufstieg der Belgier in die Division I beitrug, 2005, 2006, 2007, 2008, 2009, 2010 und 2011. Bei der Weltmeisterschaft 2004 spielte er mit den Belgiern in der Division I.

### Trainerlaufbahn
2021 übernahm Peusens bei seinem langjährigen Klub IHC Leuven, der inzwischen in der BeNe League spielt, die Position des Cheftrainers.

## Erfolge und Auszeichnungen
- 2000 Aufstieg in die Division II bei der D-Weltmeisterschaft
- 2003 Aufstieg in die Division I bei der Weltmeisterschaft der Division II, Gruppe B
- 2003 Torschützenkönig der Weltmeisterschaft der Division II, Gruppe B
- 2005 Belgischer Meister mit dem IHC Leuven
- 2006 Belgischer Pokalsieger mit dem IHC Leuven
- 2010 Belgischer Meister mit dem IHC Leuven
- 2013 Belgischer Meister mit dem IHC Leuven